# Emanuele Naspetti
Emanuele Naspetti (Ancona, Italia, 24 de febrero de 1968) es un expiloto Italiano de automovilismo. Compitió en el campeonato de Fórmula 1 en las escuderías March y Jordan Grand Prix.

## Carrera
Comenzó su carrera deportiva en el karting. Debutó en monoplazas a mediados de los 80, poco después logró consagrarse campeón de Fórmula 3 Italiana. Llegó a Fórmula 1 con March F1, tras varios triunfos en la Fórmula 3000, para las últimas cinco carreras de la temporada 1992. En el siguiente año corrió con Sasol Jordan solamente una carrera. Estos fueron sus seis Grandes Premios de la F1, de los cuales finalizó tres y siempre fuera de los puntos.
A partir de entonces se dedicó principalmente a las categorías de turismo, ganando el Campeonato Italiano en 1997. También compitió en el Campeonato Europeo y en el Mundial.
Por otro lado, participó en carreras de resistencia, incluidas las 24 Horas de Le Mans. Su última competencia fue en 2010.

## Resultados

### Fórmula 1
(Clave) (negrita indica pole position) (cursiva indica vuelta rápida)

| Año     | Escudería    | 1   | 2   | 3   | 4   | 5   | 6   | 7   | 8   | 9   | 10  | 11  | 12     | 13      | 14      | 15     | 16      | Pos. | Puntos |
| ------- | ------------ | --- | --- | --- | --- | --- | --- | --- | --- | --- | --- | --- | ------ | ------- | ------- | ------ | ------- | ---- | ------ |
| 1992    | March F1     | RSA | MEX | BRA | ESP | SMR | MON | CAN | FRA | GBR | GER | HUN | BEL 12 | ITA Ret | POR 11  | JPN 13 | AUS Ret | NC   | 0      |
| 1993    | Sasol Jordan | RSA | BRA | EUR | SMR | ESP | MON | CAN | FRA | GBR | GER | HUN | BEL    | ITA     | POR Ret | JPN    | AUS     | NC   | 0      |
| Fuente: |              |     |     |     |     |     |     |     |     |     |     |     |        |         |         |        |         |      |        |